# Karl Schirra
Karl Schirra (16 d'octubre de 1928 - 12 de setembre de 2010) va ser un futbolista alemany que va jugar al Borussia Neunkirchen, el 1. Fußball-Club Saarbrücken i a la selecció del Sarre com a davanter.